# Ulrich von Drolshagen (Domherr)
Ulrich von Drolshagen (* im 12. Jahrhundert; † im 13. Jahrhundert) war von 1212 bis 1222 Domherr in Münster.

## Leben
Ulrich von Drolshagen entstammte dem westfälischen Ministerialen- und Rittergeschlecht Drolshagen. Seine genaue Herkunft ist nicht überliefert. Er findet erstmals im Jahre 1212 als Domherr zu Münster urkundliche Erwähnung. Von 1218 an bekleidete er das Amt des Domscholasters. In dieser Funktion oblag ihm die Leitung der Domschule. Ulrich blieb bis 1222 in diesen Ämtern.
Er darf nicht mit dem gleichnamigen Ulrich von Drolshagen verwechselt werden, der von 1223 bis 1235 Domherr und Vizedominus in Münster war.
Über seinen weiteren Lebensweg gibt die Quellenlage keinen Aufschluss.